# خانه سیگاری
خانه سیگاری مربوط به دوره قاجار است و در یزد، خیابان امام خمینی (ره)، روبروی امامزاده فاضل واقع شده و این اثر در تاریخ ۲۵ اسفند ۱۳۷۵ با شمارهٔ ثبت ۱۸۴۷ به‌عنوان یکی از آثار ملی ایران به ثبت رسیده است.